# 네 무덤에 침을 뱉어라
《네 무덤에 침을 뱉어라》(I Spit on Your Grave)는 1978년 공개된 미국의 영화이다.

## 출연

### 주연
- 카밀 키톤

### 조연
- 에론 타러
- 리처드 페이스
- 안소니 니콜스
- 건터 클리먼